# Rainbow Rowell

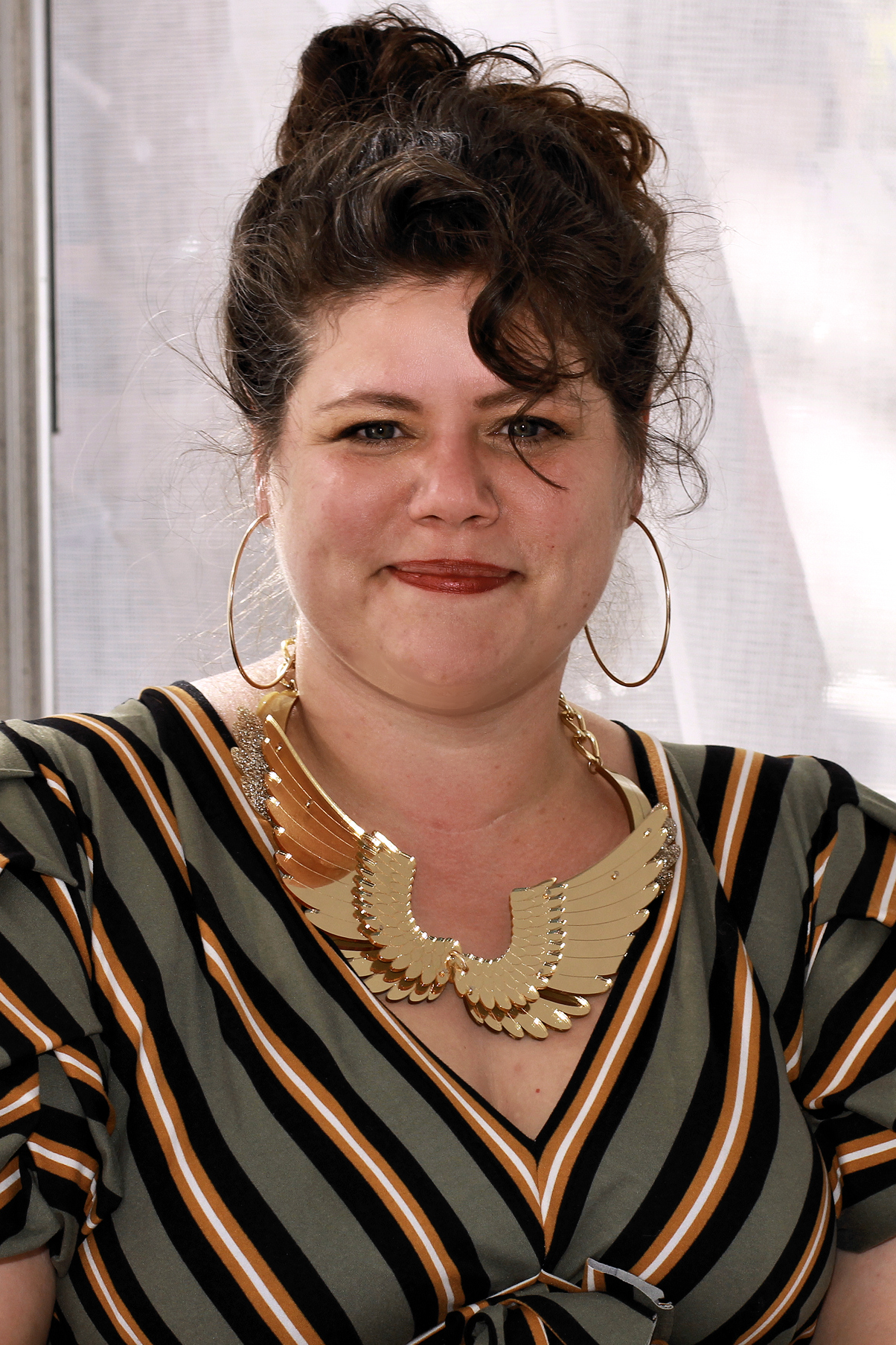
Rainbow Rowell, 2019

Rainbow Rowell (* 24. Februar 1973 in Omaha, Nebraska, USA) ist eine US-amerikanische Autorin, die Kinderbücher und Bücher für Heranwachsende verfasst.

## Leben
Rowell arbeitete in den Jahren von 1995 bis 2012 als Kolumnistin und Reporterin für die Zeitung Omaha World-Herald. In den Jahren seit 2011 veröffentlichte sie fünf Romane für junge Erwachsene, von denen bisher zwei in deutscher Sprache, auch als Hörbuch, aufgelegt wurden. Ein sechster Roman ist im Herbst 2015 erschienen. 
Das Buch Eleanor & Park wurde im Jahre 2013 von der Fachpresse gelobt. So war es zum Beispiel unter den Top Ten Best Fiction for Young Adults der ALA Best Books for Young Adults der US-amerikanischen Vereinigung der Bibliothekare. Das Filmstudio DreamWorks SKG plante, einen Film auf der Basis des Buchs herzustellen und bat Rowell, das Drehbuch zu schreiben. Die Produktion wurde allerdings im August 2016 eingestellt. Im Mai 2019 wurde publik gemacht, dass Picturestart und Plan B die Filmrechte des Romans erworben haben. Den Entwurf für ihr folgendes Buch Fangirl aus dem Jahre 2013 schrieb Rowell im Rahmen des jährlich in den USA stattfindenden Wettbewerbs National Novel Writing Month des Jahres 2011.
Rowell lebt mit Mann und zwei Söhnen in Nebraska.

## Veröffentlichungen
- Attachments. Orion Press, London 2011, ISBN 978-1-4091-1628-8.
  - deutsch von Sonja Hagemann: Liebe auf den zweiten Klick. Roman. Goldmann, München 2011, ISBN 978-3-442-47420-2.
- Eleanor & Park. St. Martin’s Griffin, New York City 2013, ISBN 978-1-250012579.
  - deutsch von Brigitte Jakobeit: Eleanor & Park. Roman. Hanser, München 2015, ISBN 978-3-446-24740-6.[2]
- Fangirl. 2013.
  - deutsch von Brigitte Jakobeit: Fangirl. Roman. Carl Hanser, München 2017, ISBN 978-3-446-25700-9.
- Landline. 2014.
  - deutsch von Frauke Lengermann: Landline. Roman. LYX, 2016, ISBN 978-3736303287.
- My True Love Gave to Me. 2014.
- Carry On. St. Martin’s Press, New York City, USA 2015, ISBN 978-1-250049551.
  - deutsch von Brigitte Jakobeit: Aufstieg und Fall des außerordentlichen Simon Snow. Roman. dtv, München 2017, ISBN 978-3-423-64032-9.
- Wayward son, 2019
- Any Way the Wind Blows, 2021